# (15399) Hudec
(15399) Hudec est un astéroïde de la ceinture principale.

## Description
(15399) Hudec est un astéroïde de la ceinture principale. Il fut découvert le 2 novembre 1997 à l'Observatoire Kleť par Jana Tichá et Miloš Tichý. Il présente une orbite caractérisée par un demi-grand axe de 2,62 UA, une excentricité de 0,15 et une inclinaison de 1,7° par rapport à l'écliptique.

## Compléments